# Otto Stradal
Otto Stradal (* 12. März 1911 in Wien; † 7. Dezember 1982 ebenda) war ein österreichischer Journalist und Schriftsteller.

## Leben
Otto Stradal besuchte ein Realgymnasium. In den 1930er Jahren war er zunächst Lokal- und Umbruchredakteur und ab 1937 Auslandskorrespondent verschiedener Wiener Tageszeitungen, unter anderem in den Niederlanden und Skandinavien. Nach dem Zweiten Weltkrieg arbeitete er auch für den Wiener Rundfunk. Er war bis 1950 Chefredakteur der "Weltpresse", von 1950 bis 1954 war er Chefredakteur des "Wiener Kurier", anschließend Geschäftsführer beim "Neuen Kurier". Stradal leitete ab 1956 die Presseabteilung der Österreichischen Fremdenverkehrswerbung. Er verfasste auch Sachbücher, hauptsächlich über Wien.

## Auszeichnungen
- Goldenes Ehrenzeichen für Verdienste um die Republik Österreich[1]

## Werke
- Silberne Fäden der Tiefe. Wien 1951.
- Es steht manch Schloss in Österreich. 48 besinnliche Spaziergänge durch eine wundersame Heimat. Verlag Paul Kalkschmid, Wien 1957.
- Der Weg zum letzten Pharao. Leben u. Werk d. Afrikaforschers Friedrich Julius Bieber. Weiss, Berlin/München 1954.
- Wunderbare Wiener Hofburg. Tatsachen und Traum. Wien/München 1964.
- Der andere Radetzky - Tatsachen und Gedanken um ein Phänomen. 2. Auflage. Österreichischer Bundesverlag, Wien 1982, ISBN 978-3-215-04438-0.